# Gregory S. Paul
Gregory Scott Paul (24 de dezembro de 1954) é um pesquisador, autor e ilustrador freelance norte-americano que trabalha com paleontologia e, mais recentemente, com sociologia e teologia. Ele é mais conhecido por seu trabalho e pesquisa sobre dinossauros terópodes e suas ilustrações detalhadas, tanto ao vivo quanto esqueléticas. Investigando e restaurando dinossauros profissionalmente por três décadas, Paul recebeu um crédito na tela como especialista em dinossauros no Jurassic Park e no Discovery Channel, When Dinosaurs Roamed America e Planeta Dinossauro. É autor e ilustrador de Predatory Dinosaurs of the World (1988), The Complete Illustrated Guide to Dinosaur Skeletons (1996), Dinosaurs of the Air (2001), The Princeton Field Guide to Dinosaurs (2010), Gregory S. Paul's Dinosaur Coffee Table Book (2010) e editor do The Scientific American Book of Dinosaurs (2000).